# Sulz am Neckar
Sulz am Neckar là một thị trấn thuộc huyện Rottweil, bang Baden-Württemberg, Đức. Nơi đây nằm bên bờ sông Neckar, cách Rottweil 22 km về phía bắc và cách Freudenstadt 19 km về phía đông nam.
Sulz am Neckar thuộc sở hữu của Hohengeroldseck vào năm 1242 sau Công nguyên.